# 대한민국의 보물 (1980년대 전반)

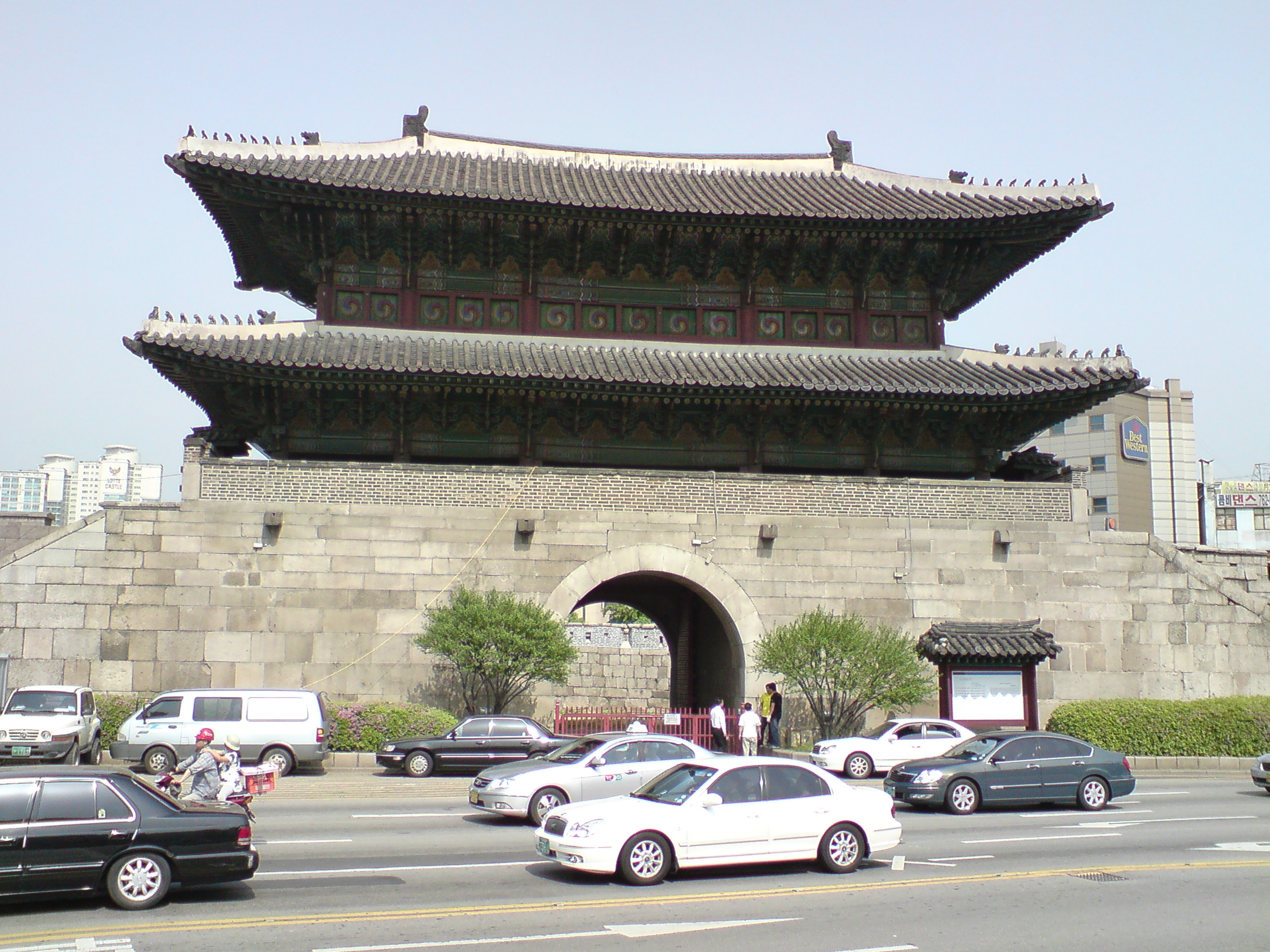
보물 제1호 흥인지문

대한민국의 보물(大韓民國 寶物)은 목조 건축물, 석조 건축물, 전적류, 서적류, 고문서, 회화, 조각류, 공예품, 고고자료, 무구(巫具) 등 대한민국의 유형문화재 가운데 중요한 것을 국가에서 지정한 것이다. 국보와 보물의 중요성과 가치 우열을 가리기는 어렵지만, 국보급의 문화재가 그 분야, 그 시대를 대표하는 유일무이한 것이라면 보물급에 속하는 문화재는 그와 유사한 문화재로서 대한민국 문화를 대표하는 유물이라고 할 수 있다.

## 지정 목록

### 1980년 지정
| 번호    | 사진 | 명칭 | 소재지                                                    | 관리자 (단체)               | 지정일                                                           | 참조 |
| 661호   |      | 상주 석조천인상 (尙州 石造天人像) (Stone Relief of Apsaras, Sangju)                                                                       | 경북 상주시 사벌면 경천로 684 상주박물관 내               | 상주시                      | 1980년 6월 11일 지정, 2010년 8월 25일 명칭 변경                  |      |
| 662호   |      | 완주 화암사 우화루 (完州 花巖寺 雨花樓) (Uhwaru Pavilion of Hwaamsa Temple, Wanju)                                                        | 전북 완주군 경천면 화암사길 271 (가천리)                  | 화암사                      | 1980년 6월 11일 지정                                             |      |
| 663호   |      | 완주 화암사 극락전 (完州 花巖寺 極樂殿)                                                                                                   | 전북 완주군 경천면 가천리 1078                            | 화암사                      | 1980년 6월 11일 지정, 2011년 11월 28일 해제, 국보 제316호로 승격 |      |
| 664호   |      | 청주 안심사 대웅전 (淸州 安心寺 大雄殿) (Daeungjeon Hall of Ansimsa Temple, Cheongwon)                                                    | 충북 청주시 서원구 남이면 사동길 169-28                   | 안심사                      | 1980년 6월 11일 지정, 2015년 9월 25일 명칭 변경                  |      |
| 665호   |      | 경주 낭산 마애보살삼존좌상 (慶州 狼山 磨崖菩薩三尊坐像) (Rock-carved Seated Bodhisattva Triad in Nangsan Mountain, Gyeongju)              | 경북 경주시 배반동 산18-3                                 | 경주시                      | 1980년 6월 11일 지정, 2010년 8월 25일 명칭 변경                  |      |
| 666호   |      | 경주 남산 삼릉계 석조여래좌상 (慶州 南山 三陵溪 石造如來坐像) (Stone Seated Buddha in Samneunggye Valley of Namsan Mountain, Gyeongju)    | 경북 경주시 남산순환로 341-126 (배동)                     | 경주시                      | 1980년 6월 11일 지정, 2010년 8월 25일 명칭 변경                  |      |
| 667호   |      | 예천 한천사 철조비로자나불좌상 (醴泉 寒天寺 鐵造毘盧遮那佛坐像) (Iron Seated Vairocana Buddha of Hancheonsa Temple, Yecheon)              | 경북 예천군 감천면 한천사길 142, 한천사 (증거리)          | 한천사                      | 1980년 8월 23일 지정                                             |      |
| 668-1호 |      | 권응수장군유물-권응수초상 (權應銖將軍遺物-權應銖肖像) (Relics Related to General Gwon Eung-su)                                            | 경남 진주시 남강로 626-35, 국립진주박물관 (남성동,진주성) | 국립진주박물관(위탁보관 중) | 1980년 8월 23일 지정                                             |      |
| 668-2호 |      | 권응수장군유물-선무공신교서 (權應銖將軍遺物-宣武功臣敎書) (Relics Related to General Gwon Eung-su)                                        | 경남 진주시 남강로 626-35, 국립진주박물관 (남성동,진주성) | 국립진주박물관(위탁보관 중) | 1980년 8월 23일 지정                                             |      |
| 668-3호 |      | 권응수장군유물-태평회맹도병풍 (權應銖將軍遺物-太平會盟圖屛風) (Relics Related to General Gwon Eung-su)                                    | 경남 진주시 남강로 626-35, 국립진주박물관 (남성동,진주성) | 국립진주박물관(위탁보관 중) | 1980년 8월 23일 지정                                             |      |
| 668-4호 |      | 권응수장군유물-장검 (權應銖將軍遺物-長劍) (Relics Related to General Gwon Eung-su)                                                        | 경남 진주시 남강로 626-35, 국립진주박물관 (남성동,진주성) | 국립진주박물관(위탁보관 중) | 1980년 8월 23일 지정                                             |      |
| 668-5호 |      | 권응수장군유물-유지및장군간찰 (權應銖將軍遺物-有旨및將軍簡札) (Relics Related to General Gwon Eung-su)                                    | 경남 진주시 남강로 626-35, 국립진주박물관 (남성동,진주성) | 국립진주박물관(위탁보관 중) | 1980년 8월 23일 지정                                             |      |
| 668-6호 |      | 권응수장군유물-교지 및 유서 (權應銖將軍遺物-敎旨 및 諭書) (Relics Related to General Gwon Eung-su)                                        | 경남 진주시 남강로 626-35, 국립진주박물관 (남성동,진주성) | 국립진주박물관(위탁보관 중) | 1980년 8월 23일 지정                                             |      |
| 668-7호 |      | 권응수장군유물-각대 (權應銖將軍遺物-角帶) (Relics Related to General Gwon Eung-su)                                                        | 경남 진주시 남강로 626-35, 국립진주박물관 (남성동,진주성) | 국립진주박물관(위탁보관 중) | 1980년 8월 23일 지정                                             |      |
| 668-8호 |      | 권응수장군유물-가전보첩 (權應銖將軍遺物-家傳寶帖) (Relics Related to General Gwon Eung-su)                                                | 경북 영천시                                               | 권장하                      | 1980년 8월 23일 지정                                             |      |
| 669호   |      | 정기룡 유물 (鄭起龍 遺物) (Relics Related to Jeong Gi-ryong)                                                                              | 경북 상주시 사벌면 경천로 684 상주박물관                  | 상주박물관                  | 1980년 8월 23일 지정                                             |      |
| 670호   |      | 직지사대웅전삼존불탱화 (直指寺大雄殿三尊佛幀畵) (Buddhist Painting in Daeungjeon Hall of Jikjisa Temple (Buddha Triad))                   | 경북 김천시 대항면 북암길 89, 직지사 성보박물관 (운수리)  | 직지사성보박물관            | 1980년 8월 23일 지정                                             |      |
| 671호   |      | 곽재우 유물 일괄 (郭再祐 遺物 一括) (Relics Related to Gwak Jae-u)                                                                        | 경남 의령군 의령읍 충익로 1, 충익사 (중동리)              | 충익사관리사무소            | 1980년 8월 23일 지정                                             |      |
| 671-1호 |      | 곽재우 유물 일괄-장검 (郭再祐 遺物 一括-長劍) (Relics Related to Gwak Jae-u)                                                              | 경남 의령군 의령읍 충익로 1, 충익사 (중동리)              | 충익사관리사무소            | 1980년 8월 23일 지정                                             |      |
| 671-2호 |      | 곽재우 유물 일괄-마구 (郭再祐 遺物 一括-馬具) (Relics Related to Gwak Jae-u)                                                              | 경남 의령군 의령읍 충익로 1, 충익사 (중동리)              | 충익사관리사무소            | 1980년 8월 23일 지정                                             |      |
| 671-3호 |      | 곽재우 유물 일괄-포도연 (郭再祐 遺物 一括-葡萄硯) (Relics Related to Gwak Jae-u)                                                          | 경남 의령군 의령읍 충익로 1, 충익사 (중동리)              | 충익사관리사무소            | 1980년 8월 23일 지정                                             |      |
| 671-4호 |      | 곽재우 유물 일괄-사자철인 (郭再祐 遺物 一括-獅子鐵印) (Relics Related to Gwak Jae-u)                                                      | 경남 의령군 의령읍 충익로 1, 충익사 (중동리)              | 충익사관리사무소            | 1980년 8월 23일 지정                                             |      |
| 671-5호 |      | 곽재우 유물 일괄-화초문백지팔각대접 (郭再祐 遺物 一括- 花草紋白磁八角大楪) (Relics Related to Gwak Jae-u)                                 | 경남 의령군 의령읍 충익로 1, 충익사 (중동리)              | 충익사관리사무소            | 1980년 8월 23일 지정                                             |      |
| 671-6호 |      | 곽재우 유물일괄 - 갓끈 (郭再祐 遺物 一括 - 갓끈) (Relics Related to Gwak Jae-u)                                                           | 경남 의령군 의령읍 충익로 1, 충익사 (중동리)              | 충익사관리사무소            | 1980년 8월 23일 지정                                             |      |
| 672호   |      | 김덕원묘 출토 의복 일괄 (金德遠墓 出土 衣服 一括) (Clothes Excavated from the Tomb of Kim Deok-won)                                       | 서울 강서구 강서로16길 32 (화곡동)                        | 김재호                      | 1980년 8월 23일 지정                                             |      |
| 673호   |      | 달성 현풍 석빙고 (達城 玄風 石氷庫) (Stone Ice Storage in Hyeonpung, Dalseong)                                                            | 대구 달성군 현풍읍 현풍동로 86 (상리)                     | 달성군                      | 1980년 9월 16일 지정, 2010년 12월 27일 명칭변경                  |      |
| 674호   |      | 영덕 유금사 삼층석탑 (盈德 有金寺 三層石塔) (Three-story Stone Pagoda of Yugeumsa Temple, Yeongdeok)                                      | 경북 영덕군 병곡면 유금길 213-26 (금곡리)                 | 유금사                      | 1980년 9월 16일 지정, 2010년 12월 27일 명칭변경                  |      |
| 675호   |      | 영천 화남리 삼층석탑 (永川 華南里 三層石塔) (Three-story Stone Pagoda in Hwanam-ri, Yeongcheon)                                           | 경북 영천시 신녕면 화남리 498                             | 영천시                      | 1980년 9월 16일 지정, 2010년 12월 27일 명칭변경                  |      |
| 676호   |      | 영천 화남리 석조여래좌상 (永川 華南里 石造如來坐像) (Stone Seated Buddha in Hwanam-ri, Yeongcheon)                                        | 경북 영천시 신녕면 화남리 499                             | 영천시                      | 1980년 9월 16일 지정, 2010년 8월 25일 명칭 변경                  |      |
| 677호   |      | 청도 장연사지 동·서 삼층석탑 (淸道 長淵寺址 東·西 三層石塔) (East and West Three-story Stone Pagodas at Jangyeonsa Temple Site, Cheongdo) | 경북 청도군 매전면 장연리 108-1                           | 청도군                      | 1980년 9월 16일 지정, 2010년 12월 27일 명칭변경                  |      |
| 678호   |      | 청도 운문사 동·서 삼층석탑 (淸道 雲門寺 東·西 三層石塔) (East and West Three-story Stone Pagodas of Unmunsa Temple, Cheongdo)             | 경북 청도군 운문면 운문사길 264, 운문사 (신원리)          | 운문사                      | 1980년 9월 16일 지정, 2010년 12월 27일 명칭변경                  |      |
| 679호   |      | 김천 광덕리 석조보살입상 (金泉 廣德里 石造菩薩立像) (Stone Standing Bodhisattva in Gwangdeok-ri, Gimcheon)                                | 경북 김천시 감문면 광덕리 산71                            | 김천시                      | 1980년 9월 16일 지정, 2010년 8월 25일 명칭 변경                  |      |
| 680호   |      | 영주 신암리 마애여래삼존상 (榮州 新岩里 磨崖如來三尊像) (Rock-carved Buddha Triad in Sinam-ri, Yeongju)                                   | 경북 영주시 이산면 신암리 1439-30,산106                   | 영주시                      | 1980년 9월 16일 지정, 2010년 8월 25일 명칭 변경                  |      |
| 681호   |      | 영주 흑석사 석조여래좌상 (榮州 黑石寺 石造如來坐像) (Stone Seated Buddha of Heukseoksa Temple, Yeongju)                                   | 경북 영주시 이산면 이산로 390-40 (석포리)                 | 흑석사                      | 1980년 9월 16일 지정, 2010년 8월 25일 명칭 변경                  |      |
| 682호   |      | 군위 지보사 삼층석탑 (軍威 持寶寺 三層石塔) (Three-story Stone Pagoda of Jibosa Temple, Gunwi)                                            | 경북 군위군 군위읍 상곡길 233 (상곡리)                    | 지보사                      | 1980년 9월 16일 지정, 2010년 12월 27일 명칭변경                  |      |
| 683호   |      | 상주 상오리 칠층석탑 (尙州 上吾里 七層石塔) (Seven-story Stone Pagoda in Sango-ri, Sangju)                                                | 경북 상주시 화북면 상오리 699                             | 상주시                      | 1980년 9월 16일 지정, 2010년 12월 27일 명칭변경                  |      |
| 684호   |      | 예천 용문사 윤장대 (醴泉 龍門寺 輪藏臺) (Rotating Sutra Case of Yongmunsa Temple, Yecheon)                                                | 경북 예천군 용문면 용문사길 285-30, 용문사 (내지리)       | 용문사                      | 1980년 9월 16일 지정, 2019년 12월 2일 해제, 국보 제328호로 승격  |      |

### 1981년 지정
| 번호     | 사진 | 명칭 | 소재지                                                                          | 관리자 (단체)           | 지정일                                                                            | 참조 |
| 685호    |      | 대방광불화엄경 진본 권4 (大方廣佛華嚴經 晋本 卷四) (Avatamsaka Sutra (The Flower Garland Sutra), Jin Version, Volume 4)                                                                           | 서울 중구 세종대로21길 22, 성암고서박물관 (태평로1가)                           | 조병순                  | 1981년 3월 18일 지정                                                              |      |
| 686호    |      | 대방광불화엄경 진본 권28 (大方廣佛華嚴經 晋本 卷二十八) (Avatamsaka Sutra (The Flower Garland Sutra), Jin Version, Volume 28)                                                                     | 서울 중구 세종대로21길 22, 성암고서박물관 (태평로1가)                           | 조병순                  | 1981년 3월 18일 지정                                                              |      |
| 687호    |      | 대방광불화엄경 주본 권66 (大方廣佛華嚴經 周本 卷六十六) (Avatamsaka Sutra (The Flower Garland Sutra), Zhou Version, Volume 66)                                                                    | 서울 중구 세종대로21길 22, 성암고서박물관 (태평로1가)                           | 조병순                  | 1981년 3월 18일 지정                                                              |      |
| 688호    |      | 대방광불화엄경 주본 권17, 52 (大方廣佛華嚴經 周本 卷十七, 五十二) (Avatamsaka Sutra (The Flower Garland Sutra), Zhou Version, Volumes 17 and 52)                                                  | 서울 중구 세종대로21길 22, 성암고서박물관 (태평로1가)                           | 조병순                  | 1981년 3월 18일 지정                                                              |      |
| 689호    |      | 대방광불화엄경 정원본 권7 (大方廣佛華嚴經 貞元本 卷七) (Avatamsaka Sutra (The Flower Garland Sutra), Zhenyuan Version, Volume 7)                                                                  | 서울 중구 세종대로21길 22, 성암고서박물관 (태평로1가)                           | 조병순                  | 1981년 3월 18일 지정                                                              |      |
| 690호    |      | 대방광불화엄경 주본 권6 (大方廣佛華嚴經 周本 卷六) (Avatamsaka Sutra (The Flower Garland Sutra), Zhou Version, Volume 6)                                                                          | 서울 중구 세종대로21길 22, 성암고서박물관 (태평로1가)                           | 조병순                  | 1981년 3월 18일 지정                                                              |      |
| 691호    |      | 불정심관세음보살대다라니경 (佛頂心觀世音菩薩大陀羅尼經) (Nilakantha dharani (The Great Compassion Mantra))                                                                                        | 서울 용산구 서빙고로 137, 국립중앙박물관 (용산동6가)                            | 국립중앙박물관          | 1981년 3월 18일 지정                                                              |      |
| 691-1호  |      | 불정심관세음보살대다라니경-일자정륜왕다라니 (佛頂心觀世音菩薩大陀羅尼經-一字頂輪王陀羅尼) (Nilakantha dharani (The Great Compassion Mantra))                                                      | 서울 용산구 서빙고로 137, 국립중앙박물관 (용산동6가)                            | 국립중앙박물관          | 1981년 3월 18일 지정                                                              |      |
| 691-2호  |      | 불정심관세음보살대다라니경-자재왕치온독다라니 (佛頂心觀世音菩薩大陀羅尼經-自在王治溫毒陀羅尼) (Nilakantha dharani (The Great Compassion Mantra))                                                  | 서울 용산구 서빙고로 137, 국립중앙박물관 (용산동6가)                            | 국립중앙박물관          | 1981년 3월 18일 지정                                                              |      |
| 691-3호  |      | 불정심관세음보살대다라니경-관세음보살보문품 (佛頂心觀世音菩薩大陀羅尼經-觀世音菩薩普門品) (Nilakantha dharani (The Great Compassion Mantra))                                                      | 서울 용산구 서빙고로 137, 국립중앙박물관 (용산동6가)                            | 국립중앙박물관          | 1981년 3월 18일 지정                                                              |      |
| 692-1호  |      | 묘법연화경 권7 (妙法蓮華經 卷7) (Saddharmapundarika Sutra (The Lotus Sutra), Volume 7) | 부산 금정구                                                                     | 허＊＊＊                | 1981년 3월 18일 지정                                                              |      |
| 692-2호  |      | 묘법연화경 권7 (妙法蓮華經 卷七) (Saddharmapundarika Sutra (The Lotus Sutra), Volume 7) | 서울 용산구 이태원로 55길 60-16 삼성미술관 리움                                 | 삼성미술관 리움         | 1981년 3월 18일 지정                                                              |      |
| 693호    |      | 묘법연화경 (妙法蓮華經) (Saddharmapundarika Sutra (The Lotus Sutra)) | 서울 용산구 이태원로55길 60-16, 삼성미술관 리움 (한남동)                        | 삼성미술관 리움         | 1981년 3월 18일 지정                                                              |      |
| 694-1호  |      | 불조삼경 (佛祖三經) (Buljo samgyeong (The Three Sutras)) | 서울 용산구 이태원로55길 60-16, 삼성미술관 리움 (한남동)                        | 삼성미술관 리움         | 1981년 3월 18일 지정, 2012년 2월 22일 번호 변경                                   |      |
| 694-2호  |      | 불조삼경 (佛祖三經) (Buljo samgyeong (The Three Sutras)) | 전남 나주시 다도면 암정리 972                                                   | 순천 송광사 성보박물관  | 2012년 2월 22일 지정                                                              |      |
| 695호    |      | 불조삼경 (佛祖三經) (Buljo samgyeong (The Three Sutras)) | 서울 용산구 이태원로55길 60-16, 삼성미술관 리움 (한남동)                        | 삼성미술관 리움         | 1981년 3월 18일 지정                                                              |      |
| 696호    |      | 금강반야바라밀경 (金剛般若波羅密經) (Vajracchedika prajnaparamita Sutra (The Diamond Sutra)) | 서울 중구 세종대로21길 22, 성암고서박물관 (태평로1가)                           | 조병순                  | 1981년 3월 18일 지정                                                              |      |
| 697호    |      | 나옹화상어록 및 나옹화상가송 (懶翁和尙語錄 및 懶翁和尙歌頌) (Naonghwasang eorok (Sermons by Buddhist Monk Naong) and Naonghwasang gasong (Poems by Buddhist Monk Naong))                          | 경기 용인시 처인구 포곡읍 에버랜드로562번길 38, 호암미술관 (가실리)             | 호암미술관              | 1981년 3월 18일 지정                                                              |      |
| 698호    |      | 대불정여래밀인수증요의제보살만행수능엄경 권6∼10 (大佛頂如來密因修證了義諸菩薩萬行首楞嚴經 卷六∼十) (Shurangama Sutra (The Sutra of the Heroic One), Korean Translation, Volumes 6-10)             | 서울 용산구 이태원로55길 60-16, 삼성미술관 리움 (한남동)                        | 삼성미술관 리움         | 1981년 3월 18일 지정                                                              |      |
| 699호    |      | 대불정여래밀인수증요의제보살만행수능엄경 권6∼10 (大佛頂如來密因修證了義諸菩薩萬行首楞嚴經 卷六∼十) (Shurangama Sutra (The Sutra of the Heroic One), Korean Translation, Volumes 6-10)             | 서울 중구 세종대로21길 22, 성암고서박물관 (태평로1가)                           | 조병순                  | 1981년 3월 18일 지정                                                              |      |
| 700-1호  |      | 선림보훈 (禪林寶訓) (Seollim bohun (Teachings of Zen Buddhism)) | 서울 용산구 이태원로55길 60-16, 삼성미술관 리움 (한남동)                        | 삼성미술관 리움         | 1981년 3월 18일 지정, 2017년 10월 31일 번호 변경                                  | ,    |
| 700-2호  |      | 선림보훈 (禪林寶訓) (Seollim bohun (Teachings of Zen Buddhism)) | 충북 충주시 가금면 중앙탑로 112-28 (충주박물관)                                 | 충주박물관              | 2017년 10월 31일 지정                                                             | ,    |
| 701호    |      | 불설장수멸죄호제동자경 (佛說長壽滅罪護諸童子經) (Bulseol jangsu myeoljoe hojedongjagyeong) | 서울 용산구 이태원로55길 60-16, 삼성미술관 리움 (한남동)                        | 삼성미술관 리움         | 1981년 3월 18일 지정                                                              |      |
| 702호    |      | 호법론 (護法論) (Hobeomnon (Treatise in Support of Buddhism)) | 서울 중구 세종대로21길 22, 성암고서박물관 (태평로1가)                           | 조병순                  | 1981년 3월 18일 지정                                                              |      |
| 703-1호  |      | 장승법수 (藏乘法數) (Jangseung beopsu (Index of Buddhist Sutras)) | 서울 용산구 이태원로55길 60-16, 삼성미술관 리움 (한남동)                        | 삼성미술관 리움         | 1981년 3월 18일 지정                                                              |      |
| 703-2호  |      | 장승법수 (藏乘法數) (Jangseung beopsu (Index of Buddhist Sutras)) | 서울 종로구                                                                     | 김창희(묘심)            | 2012년 8월 24일 지정                                                              |      |
| 704호    |      | 장승법수 (藏乘法數) (Jangseung beopsu (Index of Buddhist Sutras)) | 서울 중구 세종대로21길 22, 성암고서박물관 (태평로1가)                           | 조병순                  | 1981년 3월 18일 지정                                                              |      |
| 705호    |      | 불설대보부모은중경 (佛說大報父母恩重經) (Bulseol daebo bumo eunjunggyeong (Sakyamuni's Teaching on Parental Love))                                                                                | 서울 용산구 이태원로55길 60-16, 삼성미술관 리움 (한남동)                        | 삼성미술관 리움         | 1981년 3월 18일 지정                                                              |      |
| 706호    |      | 중용주자혹문 (中庸朱子或問) (Jungyong juja hongmun (Questions and Answers on the Doctrine of the Mean))                                                                                           | 서울 성북구 안암로 145, 중앙도서관 (안암동5가,고려대학교안암캠퍼스(인문사회계)) | 고려대학교 중앙도서관   | 1981년 3월 18일 지정                                                              |      |
| 707호    |      | 중용주자혹문 (中庸朱子或問) (Jungyong juja hongmun (Questions and Answers on the Doctrine of the Mean))                                                                                           | 서울 중구 세종대로21길 22, 성암고서박물관 (태평로1가)                           | 조병순                  | 1981년 3월 18일 지정                                                              |      |
| 708호    |      | 급암선생시집 (及菴先生詩集) (Geubam seonsaeng sijip (Anthology of Poems by Min Sa-pyeong)) | 서울 중구 세종대로21길 22, 성암고서박물관 (태평로1가)                           | 조병순                  | 1981년 3월 18일 지정                                                              |      |
| 709호    |      | 설곡시고 (雪谷詩藁) (Seolgok sigo (Anthology of Poems by Jeong Po)) | 서울 중구 세종대로21길 22, 성암고서박물관 (태평로1가)                           | 조병순                  | 1981년 3월 18일 지정                                                              |      |
| 710-1호  |      | 동인지문사육 권1~3, 4~6, 10~12, 13~15 (東人之文四六 卷一∼三, 四~六, 十~十二, 十三~十五) (Donginjimun sayuk (Anthology of Poems of Silla and Goryeo Literati), Volumes 1-3, 4-6, 10-12, and 13-15) | 서울 성북구 안암로 145, 중앙도서관 (안암동5가,고려대학교안암캠퍼스(인문사회계)) | 고려대학교 중앙도서관   | 1981년 3월 18일 지정                                                              |      |
| 710-2호  |      | 동인지문사육-권1~6 (東人之文四六-卷1~6) (Donginjimun sayuk (Anthology of Poems of Silla and Goryeo Literati), Volumes 1-6)                                                                        | 서울 성북구 안암로 145, 중앙도서관 (안암동5가,고려대학교안암캠퍼스(인문사회계)) | 고려대학교 중앙도서관   | 1981년 3월 18일 지정                                                              |      |
| 710-3호  |      | 동인지문사육-권10~12 (東人之文四六-卷10∼12) (Donginjimun sayuk (Anthology of Poems of Silla and Goryeo Literati), Volumes 10-12)                                                                  | 서울 서초구 반포대로 201, 국립중앙도서관 (반포동,국립중앙도서관)                | 국립중앙도서관          | 1981년 3월 18일 지정                                                              |      |
| 710-4호  |      | 동인지문사육-권13~15 (東人之文四六-卷13∼15) (Donginjimun sayuk (Anthology of Poems of Silla and Goryeo Literati), Volumes 13-15)                                                                  | 서울 서대문구 충정로9길 10-10, (재)아단문고 (충정로2가)                         | (재)아단문고            | 1981년 3월 18일 지정                                                              |      |
| 710-5호  |      | 동인지문사육-권7~9 (東人之文四六-卷7~9) (Donginjimun sayuk (Anthology of Poems of Silla and Goryeo Literati), Volumes 7-9)                                                                        | 서울 성북구 안암로 145, 중앙도서관 (안암동5가,고려대학교안암캠퍼스(인문사회계)) | 고려대학교 중앙도서관   | 1981년 3월 18일 지정                                                              |      |
| 710-6호  |      | 동인지문사육-권7~9 (東人之文四六-卷7~9) (Donginjimun sayuk (Anthology of Poems of Silla and Goryeo Literati), Volumes 7-9)                                                                        | 대구 달서구 달구벌대로 1095, 동산도서관 (신당동,계명대학교성서캠퍼스)           | 계명대학교 동산도서관   | 2001년 8월 3일 지정                                                               |      |
| 711호    |      | 동인지문46 권1∼6 (東人之文四六<卷一∼六>) | 서울 성북구 안암동 1가 1-2 고려대학교도서관                                     | 고려대학교              | 1981년 3월 18일 지정, 2002년 8월 5일 해제, 보물 제710-2호로 지정번호 및 명칭 변경 |      |
| 712호    |      | 동인지문46 권10∼12 (東人之文四六<卷十∼十二>) | 서울 서초구 반포동 산60-1 국립중앙도서관                                        | 국립중앙박물관          | 1981년 3월 18일 지정, 2002년 8월 5일 해제, 보물 제710-3호로 지정번호 및 명칭 변경 |      |
| 713호    |      | 동인지문46 권13∼15 (東人之文四六<卷十三∼十五>) | 서울 중구 서소문동 34 한화빌딩 5층 아단문고                                     | 강태영                  | 1981년 3월 18일 지정, 2002년 8월 5일 해제, 보물 제710-4호로 지정번호 및 명칭 변경 |      |
| 714호    |      | 동인지문46 권7∼9 (東人之文四六<卷七∼九>) | 서울 성북구 안암동 1가 1-2 고려대학교도서관                                     | 고려대학교              | 1981년 3월 18일 지정, 2002년 8월 5일 해제, 보물 제710-5호로 지정번호 및 명칭 변경 |      |
| 715호    |      | 김중만 초상 (金重萬 肖像) (Portrait of Kim Jung-man) | 경기 안성시 새문안로 55, 서울역사박물관 (신문로2가,서울역사박물관)              | 서울역사박물관          | 1981년 3월 18일 지정                                                              |      |
| 716호    |      | 김길통 좌리공신교서 (金吉通 佐理功臣敎書) (Royal Certificate of Meritorious Subject Issued to Kim Gil-tong)                                                                                       | 충북 청주시 흥덕구 성봉로 410 충북대학교박물관                                  | 충북대학교박물관        | 1981년 3월 18일 지정                                                              |      |
| 717호    |      | 주세붕 초상 (周世鵬 肖像) (Portrait of Ju Se-bung) | 경북 영주시 순흥면 소백로 2740 (내죽리)                                         | 소수서원                | 1981년 3월 18일 지정                                                              |      |
| 718호    |      | 전주이씨 고림군파 종중 문서 일괄 (全州李氏 高林君派 宗中 文書 一括) (Documents of the Gorimgun Branch of the Jeonju Yi Clan)                                                                      | 전북 전주시 완산구 쑥고개로 249, 국립전주박물관 (효자동2가,국립전주박물관)      | 국립전주박물관          | 1981년 3월 18일 지정                                                              |      |
| 718-1호  |      | 전주이씨고림군파종중문서 - 허여문기 (全州李氏高林君派宗中文書 - 許與文記) | 전북 전주시 완산구 쑥고개로 249, 국립전주박물관 (효자동2가,국립전주박물관)      | 국립전주박물관          | 1981년 3월 18일 지정                                                              |      |
| 718-2호  |      | 전주이씨고림군파종중문서 - 동복화회문기 (全州李氏高林君派宗中文書 - 同腹和會文記) | 전북 전주시 완산구 쑥고개로 249, 국립전주박물관 (효자동2가,국립전주박물관)      | 국립전주박물관          | 1981년 3월 18일 지정                                                              |      |
| 718-3호  |      | 전주이씨고림군파종중문서 - 동복화회입의 (全州李氏高林君派宗中文書 - 同腹和會立議) | 전북 전주시 완산구 쑥고개로 249, 국립전주박물관 (효자동2가,국립전주박물관)      | 국립전주박물관          | 1981년 3월 18일 지정                                                              |      |
| 718-4호  |      | 전주이씨고림군파종중문서 - 동복화회성문 (全州李氏高林君派宗中文書 - 同腹和會成文) | 전북 전주시 완산구 쑥고개로 249, 국립전주박물관 (효자동2가,국립전주박물관)      | 국립전주박물관          | 1981년 3월 18일 지정                                                              |      |
| 719호    |      | 원각류해 권3 (圓覺類解 卷三) (Assorted and Annotated Mahavaipulya purnabudha Sutra (The Complete Enlightenment Sutra), Volume 3)                                                                  | 서울 중구 필동로 1길 30 동국대학교도서관                                        | 동국대학교도서관        | 1981년 7월 15일 지정                                                              |      |
| 720-1호  |      | 금강반야경소론찬요조현록 (金剛般若經疏論纂要助顯錄) (Commentary on the Vajracchedika prajnaparamita Sutra (The Diamond Sutra))                                                                    | 서울 중구 필동로 1길 30 동국대학교도서관                                        | 동국대학교도서관        | 1981년 7월 15일 지정                                                              |      |
| 720-2호  |      | 금강반야경소론찬요조현록 (金剛般若經疏論纂要助顯錄) (Commentary on the Vajracchedika prajnaparamita Sutra (The Diamond Sutra))                                                                    | 충북 청주시 상당구 대성로 586번지 청주대학교박물관                              | 청주대학교 박물관       | 2012년 4월 25일 지정                                                              |      |
| 721호    |      | 금강반야바라밀경 (金剛般若波羅密經) (Vajracchedika prajnaparamita Sutra (The Diamond Sutra)) | 서울 중구 필동로 1길 30 동국대학교도서관                                        | 동국대학교도서관        | 1981년 7월 15일 지정                                                              |      |
| 722호    |      | 삼국사기 권44~50 (三國史記 卷四十四∼五十) (Samguk sagi (History of the Three Kingdoms), Volumes 44-50)                                                                                            | 서울 중구 세종대로21길 22, 성암고서박물관 (태평로1가)                           | 성암고서박물관          | 1981년 7월 15일 지정                                                              |      |
| 723호    |      | 삼국사기 (三國史記) (Samguk sagi (History of the Three Kingdoms)) | 서울 중구 세종대로21길 22, 성암고서박물관 (태평로1가)                           | 성암고서박물관          | 1981년 7월 15일 지정, 2018년 2월 22일 해지, 국보 제322-2호로 승격                 |      |
| 724호    |      | 성주도씨 종중 문서 일괄 (星州都氏 宗中 文書 一括) (Documents of the Seongju Do Clan) | 충남 논산시 연산면 관동길 66-21 (관동리)                                        | 성주도씨종중대표 도기갑 | 1981년 7월 15일 지정                                                              |      |
| 724-1호  |      | 성주도씨 종중 문서 일괄-도응위조봉대부전의소감자홍무26년10월일 (星州都氏 宗中 文書 一括-都膺爲朝奉大夫典醫小監者洪武26年10月日)                                                                   | 충남 논산시                                                                     | 성주도씨종중            | 1981년 7월 15일 지정                                                              |      |
| 724-2호  |      | 성주도씨 종중 문서 일괄-도응위선절장군흥위위좌령장군자홍무27년9월일 (星州都氏 宗中 文書 一括-都膺爲宣節將軍興威衛左領將軍者洪武27年9月日)                                                         | 충남 논산시                                                                     | 성주도씨종중            | 1981년 7월 15일 지정                                                              |      |
| 724-3호  |      | 성주도씨 종중 문서 일괄-도응위선절장군용무위사좌령장군자홍무28년2월13 (星州都氏 宗中 文書 一括-都膺爲宣節將軍龍武衛司左領將軍者洪武28年2月13日)                                                   | 충남 논산시                                                                     | 성주도씨종중            | 1981년 7월 15일 지정                                                              |      |
| 724-4호  |      | 성주도씨 종중 문서 일괄-도응위보공장군호용순위사섭대장군자홍무30년12월초 10일 (星州都氏 宗中 文書 一括-都膺爲保功將軍虎勇巡衛司攝大將軍者洪武30年12月初10日)                                      | 충남 논산시                                                                     | 성주도씨종중            | 1981년 7월 15일 지정                                                              |      |
| 724-5호  |      | 성주도씨 종중 문서 일괄-녹패준사선절장군흥위위좌령장군도응 (星州都氏 宗中 文書 一括-祿牌准賜宣節將軍興威衛左領將軍都膺)                                                                           | 충남 논산시                                                                     | 성주도씨종중            | 1981년 7월 15일 지정                                                              |      |
| 725호    |      | 남원양씨 종중 문서 일괄 (南原楊氏 宗中 文書 一括) (Documents of the Namwon Yang Clan) | 전북 전주시 완산구 쑥고개로 249, 국립전주박물관 (효자동2가,국립전주박물관)      | 국립전주박물관          | 1981년 7월 15일 지정                                                              |      |
| 725-1호  |      | 남원양씨 종중 문서 일괄-양이시급제홍패지정15년 (南原楊氏 宗中 文書 一括-楊以時及第紅牌至正15年)                                                                                                   | 전북 전주시 완산구 쑥고개로 249, 국립전주박물관 (효자동2가,국립전주박물관)      | 국립전주박물관          | 1981년 7월 15일 지정                                                              |      |
| 725-2호  |      | 남원양씨 종중 문서 일괄-양수생급제홍패홍무9년 (南原楊氏 宗中 文書 一括-楊首生及第紅牌洪武9年) | 전북 전주시 완산구 쑥고개로 249, 국립전주박물관 (효자동2가,국립전주박물관)      | 국립전주박물관          | 1981년 7월 15일 지정                                                              |      |
| 725-3호  |      | 남원양씨 종중 문서 일괄-유학양공준생원삼등제59인입격자정덕2년2월일 (南原楊氏 宗中 文書 一括-幼學楊公俊生員三等第59人入格者正德2年2月日)                                                           | 전북 전주시 완산구 쑥고개로 249, 국립전주박물관 (효자동2가,국립전주박물관)      | 국립전주박물관          | 1981년 7월 15일 지정                                                              |      |
| 725-4호  |      | 남원양씨 종중 문서 일괄-성균생원양공준문과병과제8인급제출신자정덕15년9월25일 (南原楊氏 宗中 文書 一括-成均生員楊公俊文科丙科第8人及第出身者正德15年9月25日)                                       | 전북 전주시 완산구 쑥고개로 249, 국립전주박물관 (효자동2가,국립전주박물관)      | 국립전주박물관          | 1981년 7월 15일 지정                                                              |      |
| 725-5호  |      | 남원양씨 종중 문서 일괄-생원양홍문과병과제7인급제출신자가정19년10월초9 (南原楊氏 宗中 文書 一括-生員楊洪文科丙科第7人及第出身者嘉靖19年10月初9日)                                                 | 전북 전주시 완산구 쑥고개로 249, 국립전주박물관 (효자동2가,국립전주박물관)      | 국립전주박물관          | 1981년 7월 15일 지정                                                              |      |
| 725-6호  |      | 남원양씨 종중 문서 일괄-양홍위통훈대부행청도군수자가정38년2월초10일 (南原楊氏 宗中 文書 一括-楊洪爲通訓大夫行淸道郡守自嘉靖38年2月初10日)                                                         | 전북 전주시 완산구 쑥고개로 249, 국립전주박물관 (효자동2가,국립전주박물관)      | 국립전주박물관          | 1981년 7월 15일 지정                                                              |      |
| 725-7호  |      | 남원양씨 종중 문서 일괄-유학양시성생원삼등제63인입격자만력19년8월 (南原楊氏 宗中 文書 一括-幼學楊時省生員三等第63人入格者萬曆19年8月)                                                             | 전북 전주시 완산구 쑥고개로 249, 국립전주박물관 (효자동2가,국립전주박물관)      | 국립전주박물관          | 1981년 7월 15일 지정                                                              |      |
| 726호    |      | 장관 개국원종공신녹권 (張寬 開國原從功臣錄券) (Certificate of Meritorious Subject Issued to Jang Gwan)                                                                                            | 전북 정읍시                                                                     | 장해근                  | 1981년 7월 15일 지정                                                              |      |
| 727호    |      | 남양전씨 종중 문서 일괄 (南陽田氏 宗中 文書 一括) (Documents of the Namyang Jeon Clan) | 충남 논산시 성동면 금백로563번길 57-1 (우곤리)                                  | 전병우                  | 1981년 7월 15일 지정                                                              |      |
| 727-1호  |      | 남양전씨 종중 문서 일괄-통정대부형조참의영락14년(전흥) (南陽田氏 宗中 文書 一括-通政大夫刑曹參議永樂14년(田興))                                                                                   | 충남 논산시                                                                     | 전병우                  | 1981년 7월 15일 지정                                                              |      |
| 727-2호  |      | 남양전씨 종중 문서 일괄-가선대부인녕부윤영락15년(전흥) (南陽田氏 宗中 文書 一括-嘉善大夫仁寧府尹永樂15年(田興))                                                                                   | 충남 논산시                                                                     | 전병우                  | 1981년 7월 15일 지정                                                              |      |
| 727-3호  |      | 남양전씨 종중 문서 일괄-가선대부인순부윤선덕9년(전흥) (南陽田氏 宗中 文書 一括-嘉善大夫仁順府尹宣德9年(田興))                                                                                     | 충남 논산시                                                                     | 전병우                  | 1981년 7월 15일 지정                                                              |      |
| 727-4호  |      | 남양전씨 종중 문서 일괄-조산대부사헌장령(전가생) (南陽田氏 宗中 文書 一括-朝散大夫司憲掌令(田稼生))                                                                                               | 충남 논산시                                                                     | 전병우                  | 1981년 7월 15일 지정                                                              |      |
| 727-5호  |      | 남양전씨 종중 문서 일괄-통정대부공주진병마첨절제사공주목사경권농사천순7년 (南陽田氏 宗中 文書 一括-通政大夫公州鎭兵馬僉節制使公州牧使兼勸農使天順7年                                              | 충남 논산시                                                                     | 전병우                  | 1981년 7월 15일 지정                                                              |      |
| 727-6호  |      | 남양전씨 종중 문서 일괄-충순위어모장군홍치18년 (전청)]] (南陽田氏 宗中 文書 一括-忠順衛禦侮將軍弘治18年(田淸))                                                                                    | 충남 논산시                                                                     | 전병우                  | 1981년 7월 15일 지정                                                              |      |
| 727-7호  |      | 남양전씨 종중 문서 일괄-충순위보공장군정덕10년(전우평) (南陽田氏 宗中 文書 一括-忠順衛保功將軍正德10年(田禹平))                                                                                   | 충남 논산시                                                                     | 전병우                  | 1981년 7월 15일 지정                                                              |      |
| 727-8호  |      | 남양전씨 종중 문서 일괄-유서가정44년 (南陽田氏 宗中 文書 一括-遺書嘉靖44年) | 충남 논산시                                                                     | 전병우                  | 1981년 7월 15일 지정                                                              |      |
| 727-9호  |      | 남양전씨 종중 문서 일괄-교지유학전석규진사삼등제39인입격자만력40년7월16 (南陽田氏 宗中 文書 一括-敎旨幼學田錫圭進士三等第39人入格者萬曆40年7月16日)                                               | 충남 논산시                                                                     | 전병우                  | 1981년 7월 15일 지정                                                              |      |
| 727-10호 |      | 남양전씨 종중 문서 일괄-교지유학전해생원삼등제10인입격자천계4년10월13일 (南陽田氏 宗中 文書 一括-敎旨幼學田瀣生員三等第10人入格者天啓4年10月13日)                                                 | 충남 논산시                                                                     | 전병우                  | 1981년 7월 15일 지정                                                              |      |
| 727-11호 |      | 남양전씨 종중 문서 일괄-이조순치...7월20일봉교생원선교랑전해위선교랑행목능참봉자순치7년6월일 (南陽田氏 宗中 文書 一括-吏曹順治...7月20日奉敎生員宣敎郞田瀣爲宣敎郞行穆陵參奉者順治7년6月日)       | 충남 논산시                                                                     | 전병우                  | 1981년 7월 15일 지정                                                              |      |
| 727-12호 |      | 남양전씨 종중 문서 일괄-교지,전해위조봉대부행목릉참봉자순치7년10월초8일 (南陽田氏 宗中 文書 一括-敎旨,田瀣爲朝奉大夫行穆陵參奉者順治7年10月初8日)                                                 | 충남 논산시                                                                     | 전병우                  | 1981년 7월 15일 지정                                                              |      |
| 727-13호 |      | 남양전씨 종중 문서 일괄-교지,전해위조산대부행목릉참봉자순치8년3월초3일 (南陽田氏 宗中 文書 一括-敎旨,田瀣爲朝散大夫行穆陵參奉者順治8年3月初3日)                                                   | 충남 논산시                                                                     | 전병우                  | 1981년 7월 15일 지정                                                              |      |
| 727-14호 |      | 남양전씨 종중 문서 일괄-교지,전해위봉렬대부행목릉참봉자순치8년2월18일 (南陽田氏 宗中 文書 一括-敎旨,田瀣爲奉列大夫行穆陵參奉者順治8年2月18日)                                                     | 충남 논산시                                                                     | 전병우                  | 1981년 7월 15일 지정                                                              |      |
| 727-15호 |      | 남양전씨 종중 문서 일괄-교지,전해위봉정대부행목릉참봉자순치8년3월15일 (南陽田氏 宗中 文書 一括-敎旨,田瀣爲奉正大夫行穆陵參奉者順治8年3月15日)                                                     | 충남 논산시                                                                     | 전병우                  | 1981년 7월 15일 지정                                                              |      |
| 727-16호 |      | 남양전씨 종중 문서 일괄-교지,전해위중훈대부행목릉참봉자순치8년7월11일 (南陽田氏 宗中 文書 一括-敎旨,田瀣爲中訓大夫行穆陵參奉者順治8年7月11日)                                                     | 충남 논산시                                                                     | 전병우                  | 1981년 7월 15일 지정                                                              |      |
| 727-17호 |      | 남양전씨 종중 문서 일괄-교지,전해위중직대부행목릉참봉자순치8년8월초6일 (南陽田氏 宗中 文書 一括-敎旨,田瀣爲中直大夫行穆陵參奉者順治8年8月初6日)                                                   | 충남 논산시                                                                     | 전병우                  | 1981년 7월 15일 지정                                                              |      |
| 727-18호 |      | 남양전씨 종중 문서 일괄-이조순치8년11월19일봉교학생전유성위장사랑자순치8년11월일 (南陽田氏 宗中 文書 一括-吏曹順治8年11月19日奉敎學生田有成爲將仕郞者順治8年11月)                                 | 충남 논산시                                                                     | 전병우                  | 1981년 7월 15일 지정                                                              |      |
| 727-19호 |      | 남양전씨 종중 문서 일괄-전해위통훈대부행종묘서봉사자순치10년2월19일 (南陽田氏 宗中 文書 一括-田瀣爲通訓大夫行宗廟署奉事者順治10年2月19日)                                                         | 충남 논산시                                                                     | 전병우                  | 1981년 7월 15일 지정                                                              |      |
| 727-20호 |      | 남양전씨 종중 문서 일괄-이조순치12년12년4월27일봉교종사랑전유성위승사랑자순치12년4월일 (南陽田氏 宗中 文書 一括-吏曹順治12年4月27日奉敎從仕郞田有成爲承仕郞者順治12年4月)                         | 충남 논산시                                                                     | 전병우                  | 1981년 7월 15일 지정                                                              |      |
| 727-21호 |      | 남양전씨 종중 문서 일괄-이조순치18년정월일봉교전경업증통선랑공조정랑자순치18년정월일 (南陽田氏 宗中 文書 一括-吏曹順治18年正月日奉敎田敬業贈通善郞工曹正郞者順治18年正月日)                       | 충남 논산시                                                                     | 전병우                  | 1981년 7월 15일 지정                                                              |      |
| 727-22호 |      | 남양전씨 종중 문서 일괄-교지,전석규위통정대부자강희4년6월23일 (南陽田氏 宗中 文書 一括-敎旨,田錫圭爲通政大夫者康熙4年6月23日)                                                                     | 충남 논산시                                                                     | 전병우                  | 1981년 7월 15일 지정                                                              |      |
| 727-23호 |      | 남양전씨 종중 문서 일괄-교지,전석규위절충장군행룡양위부호군자강희5년정월15일 (南陽田氏 宗中 文書 一括-敎旨,田錫圭爲折衝將軍行龍양衛副護軍者康喜5年正月15日)                                       | 충남 논산시                                                                     | 전병우                  | 1981년 7월 15일 지정                                                              |      |
| 727-24호 |      | 남양전씨 종중 문서 일괄-교지,전석규위가선대부자강희7년6월17일 (南陽田氏 宗中 文書 一括-敎旨,田錫圭爲嘉善大夫者康熙7年6月17日)                                                                     | 충남 논산시                                                                     | 전병우                  | 1981년 7월 15일 지정                                                              |      |
| 727-25호 |      | 남양전씨 종중 문서 일괄-전시택호적단자건륭9년11월일 (南陽田氏 宗中 文書 一括-田時澤戶籍單子乾隆9年11月日)                                                                                         | 충남 논산시                                                                     | 전병우                  | 1981년 7월 15일 지정                                                              |      |
| 727-26호 |      | 남양전씨 종중 문서 일괄-전탁호적단자건륭12년7월일 (南陽田氏 宗中 文書 一括-田鐸戶籍單子乾隆12年7月日)                                                                                             | 충남 논산시                                                                     | 전병우                  | 1981년 7월 15일 지정                                                              |      |
| 727-27호 |      | 남양전씨 종중 문서 일괄-전유성호적단자강희41년3월일 (南陽田氏 宗中 文書 一括-田有成戶籍單子康熙41年3月日)                                                                                         | 충남 논산시                                                                     | 전병우                  | 1981년 7월 15일 지정                                                              |      |
| 728호    |      | 설씨부인 권선문 (薛氏夫人 勸善文) (Gwonseonmun (Words to Encourage Good Deeds) by Lady Seol) | 전북 전주시 완산구 쑥고개로 249, 국립전주박물관 (효자동2가,국립전주박물관)      | 국립전주박물관          | 1981년 7월 15일 지정                                                              |      |
| 729호    |      | 예천 용문사 감역교지 (醴泉龍門寺 減役敎旨) (Royal Edict of Labor Exemption Issued to Yongmunsa Temple, Yecheon)                                                                                   | 경북 예천군 용문면 용문사길 285-30, 용문사 (내지리)                             | 용문사                  | 1981년 7월 15일 지정                                                              |      |
| 730호    |      | 울진 불영사 응진전 (蔚珍 佛影寺 應眞殿) (Eungjinjeon Hall of Buryeongsa Temple, Uljin) | 경북 울진군 서면 불영사길 48, 불영사 (하원리)                                   | 불영사                  | 1981년 7월 15일 지정                                                              |      |

### 1982년 지정
| 번호    | 사진 | 명칭 | 소재지                                                                   | 관리자 (단체)        | 지정일                                             | 참조 |
| 731호   |      | 의령 보리사지 금동여래입상 (宜寧 菩提寺址 金銅如來立像) (Gilt-bronze Standing Buddha from Borisa Temple Site, Uiryeong)                                                                                    | 부산 서구 구덕로 255, 부민캠퍼스 동아대학교박물관 (부용동2가,동아대학교) | 동아대학교박물관     | 1982년 3월 4일 지정                                |      |
| 732호   |      | 조대비 사순칭경진하도 병풍 (趙大妃 四旬稱慶陳賀圖 屛風) (Folding Screen of Jodaebi sasun chinggyeong jinhado (The 40th Birthday Celebration of Queen Dowager Jo))                                          | 부산 서구 구덕로 255, 부민캠퍼스 동아대학교박물관 (부용동2가,동아대학교) | 동아대학교박물관     | 1982년 3월 4일 지정                                |      |
| 733-1호 |      | 헌종가례진하도 병풍 (憲宗嘉禮陳賀圖 屛風) (Folding Screen of Heonjong garye jinhado (King Heonjong’s Wedding Celebration))                                                                                 | 부산 서구 구덕로 255, 부민캠퍼스 동아대학교박물관 (부용동2가,동아대학교) | 동아대학교박물관     | 1982년 3월 4일 지정, 2011년 11월 1일 지정번호 변경 |      |
| 733-2호 |      | 헌종가례진하도 병풍 (憲宗嘉禮陳賀圖 屛風) (Folding Screen of Heonjong garye jinhado (King Heonjong’s Wedding Celebration))                                                                                 | 경기 용인시 기흥구 상갈로 6 경기도박물관                                 | 경기도박물관         | 2011년 11월 1일 지정                               |      |
| 734호   |      | 합천 해인사 고려목판 (陜川 海印寺 高麗木板) (Printing Woodblocks of Miscellaneous Buddhist Scriptures in Haeinsa Temple, Hapcheon)                                                                         | 경남 합천군 가야면 해인사길 122, 해인사 (치인리)                         | 해인사               | 1982년 5월 22일 지정                               |      |
| 735호   |      | 영주 부석사 고려목판 (榮州 浮石寺 高麗木板) (Printing Woodblocks of Buddhist Scriptures in Buseoksa Temple, Yeongju)                                                                                       | 경북 영주시 부석면 북지리 148 부석사                                     | 부석사               | 1982년 5월 12일 지정                               |      |
| 735-1호 |      | 영주 부석사 고려목판-대방광불화엄경진본 (榮州 浮石寺 高麗木板-大方廣佛華嚴經晋本) | 경북 영주시 부석면 북지리 148 부석사                                     | 부석사               | 1982년 5월 12일 지정                               |      |
| 735-2호 |      | 영주 부석사 고려목판-대방광불화엄경주본 (榮州 浮石寺 高麗木板-大方廣佛華嚴經周本) | 경북 영주시 부석면 북지리 148 부석사                                     | 부석사               | 1982년 5월 12일 지정                               |      |
| 735-3호 |      | 영주 부석사 고려목판-대방광불화엄경정원본 (榮州 浮石寺 高麗木板-大方廣佛華嚴經貞元本) | 경북 영주시 부석면 북지리 148                                            | 부석사               | 1982년 5월 12일 지정                               |      |
| 736호   |      | 정명경집해관중소 권3~4 (淨名經集解關中疏 卷三~四) (Commentary on the Vimalakirti nirdesa Sutra (Holy Teachings of Vimalakirti), Volumes 3 and 4)                                                           | 서울 서대문구 연세로 50, 중앙도서관 (신촌동,연세대학교)                  | 연세대학교중앙도서관 | 1982년 5월 12일 지정                               |      |
| 737호   |      | 불조역대통재 (佛祖歷代通載) (Buljo yeokdae tongjae (Biographies of Great Buddhists Since the Birth of Sakyamuni Buddha))                                                                                   | 전남 담양군 담양읍 남촌길 77, 용화사 (남산리)                            | 용화사               | 1982년 11월 9일 지정                               |      |
| 738호   |      | 문수사리보살최상승무생계경 (文殊師利菩薩最上乘無生戒經) (Munsusaribosal choesangseung musaenggyegyeong) | 경남 양산시 하북면 지산리 583 통도사성보박물관                           | 통도사성보박물관     | 1982년 11월 9일 지정                               |      |
| 739호   |      | 고희 초상 및 문중유물 (高曦 肖像 및 門中遺物) (Portrait of Go Hui and Relics Related to the Buan Branch of the Jeju Go Clan)                                                                               | 전북 부안군                                                              | 고상호               | 1982년 11월 9일 지정                               |      |
| 740호   |      | 감지은니보살선계경 권8 (紺紙銀泥菩薩善戒經 卷八) (Transcription of Bosal Seongyegyeong (The Bodhisattva Sutra) in Silver on Indigo Paper, Volume 8)                                                        | 서울 중구 필동로 1길 30 동국대학교도서관                                 | 동국대학교도서관     | 1982년 12월 7일 지정                               |      |
| 741호   |      | 전 대구 동화사 비로암 삼층석탑 납석사리호 (傳 大邱 桐華寺 毘盧庵 三層石塔 蠟石舍利壺) (Agalmatolite Reliquary from the Three-story Stone Pagoda at Biroam Hermitage of Donghwasa Temple, Daegu (Presumed)) | 서울 중구 필동로 1길 30 동국대학교박물관                                 | 동국대학교박물관     | 1982년 12월 7일 지정                               |      |
| 742호   |      | 삼존불비상 (三尊佛碑像) (Stele of Buddha Triad) | 서울 중구 필동로 1길 30 동국대학교도서관                                 | 동국대학교도서관     | 1982년 12월 7일 지정                               |      |
| 743호   |      | 정조필 파초도 (正祖筆 芭蕉圖) (Pachodo (Banana Tree) by King Jeongjo) | 서울 중구 필동로 1길 30 동국대학교도서관                                 | 동국대학교도서관     | 1982년 12월 7일 지정                               |      |
| 744호   |      | 정조필 국화도 (正祖筆 菊花圖) (Gukhwado (Chrysanthemum) by King Jeongjo) | 서울 중구 필동로 1길 30 동국대학교도서관                                 | 동국대학교도서관     | 1982년 12월 7일 지정                               |      |

### 1983년 지정
| 번호     | 사진 | 명칭 | 소재지                                                        | 관리자 (단체)        | 지정일                                           | 참조 |
| 745호    |      | 월인석보 (月印釋譜) | 기타 전국 백범로 35, 서강대학교도서관외 (신수동,서강대학교)   | .                    | 1983년 5월 7일 지정                              |      |
| 745-1호  |      | 월인석보 권1~2 (月印釋譜 卷一~二) (Worin seokbo (Episodes from the Life of Sakyamuni Buddha), Volumes 1 and 2)                       | 서울 마포구 백범로 35 서강대학교도서관외                      | 서강대학교도서관     | 1983년 5월 7일 지정                              |      |
| 745-2호  |      | 월인석보 권7,8 (月印釋譜 卷7,8) (Worin seokbo (Episodes from the Life of Sakyamuni Buddha), Volumes 7 and 8)                         | 서울 중구 필동로 1길 30 동국대학교도서관                      | 동국대학교도서관     | 1983년 5월 7일 지정                              |      |
| 745-3호  |      | 월인석보 권9,10 (月印釋譜 卷九,十) (Worin seokbo (Episodes from the Life of Sakyamuni Buddha), Volumes 9 and 10)                     | 서울 종로구 효자로 12, 국립고궁박물관 (세종로,국립고궁박물관) | 국립고궁박물관       | 1983년 5월 7일 지정                              |      |
| 745-4호  |      | 월인석보 권13,14 (月印釋譜 卷13,14) (Worin seokbo (Episodes from the Life of Sakyamuni Buddha), Volumes 13 and 14)                   | 서울 서대문구 연세로 50, 중앙도서관 (신촌동,연세대학교)       | 연세대학교중앙도서관 | 1983년 5월 7일 지정                              |      |
| 745-5호  |      | 월인석보 권17~18 (月印釋譜 卷 十七~十八) (Worin seokbo (Episodes from the Life of Sakyamuni Buddha), Volumes 17 and 18)              | 강원 홍천군 동면 수타사로 473, 수타사 (덕치리)                | 수타사               | 1983년 5월 7일 지정                              |      |
| 745-6호  |      | 월인석보 권21 (月印釋譜 卷二十一) (Worin seokbo (Episodes from the Life of Sakyamuni Buddha), Volume 21)                             | 서울 용산구 이태원로55길 60-16, 삼성미술관 리움 (한남동)      | 삼성미술관 리움      | 1983년 5월 7일 지정                              |      |
| 745-7호  |      | 월인석보 권22 (月印釋譜 卷二十二) (Worin seokbo (Episodes from the Life of Sakyamuni Buddha), Volume 22)                             | 서울 종로구                                                   | 김종규               | 1983년 5월 7일 지정                              |      |
| 745-8호  |      | 월인석보 권23 (月印釋譜 卷二十三) (Worin seokbo (Episodes from the Life of Sakyamuni Buddha), Volume 23)                             | 서울 종로구                                                   | 김종규               | 1983년 5월 7일 지정                              |      |
| 745-9호  |      | 월인석보 권25 (月印釋譜 卷二十五) (Worin seokbo (Episodes from the Life of Sakyamuni Buddha), Volume 25)                             | 전남 장흥군 유치면 봉덕리 45 보림사                           | 보림사               | 1997년 6월 12일 지정                             |      |
| 745-10호 |      | 월인석보 권15 (月印釋譜 卷十五) (Worin seokbo (Episodes from the Life of Sakyamuni Buddha), Volume 15)                               | 전북 순창군 복흥면 봉덕길 131-144, 구암사 (봉덕리)            | 구암사               | 2000년 12월 22일 지정                            |      |
| 745-11호 |      | 월인석보 권20 (月印釋譜 卷二十) (Worin seokbo (Episodes from the Life of Sakyamuni Buddha), Volume 20)                               | 서울 종로구 효자로 12, 국립고궁박물관 (세종로,국립고궁박물관) | 국립고궁박물관       | 2006년 1월 17일 지정                             |      |
| 746호    |      | 성석린 고신왕지 (成石璘 告身王旨) (Royal Edict of Appointment Issued to Seong Seok-rin)                                              | 전북 진안군                                                   | 성배현               | 1983년 5월 7일 지정                              |      |
| 747호    |      | 최문병 의병장 안장 (崔文炳 義兵將 鞍裝) (Horse Saddle of Choe Mun-byeong, Righteous Army Commander)                                  | 경북 경산시 박물관로 46, 경산시립박물관 (사동)                | 경산시립박물관       | 1983년 5월 7일 지정                              |      |
| 748호    |      | 서울 경국사 목각아미타여래설법상 (서울 慶國寺 木刻阿彌陀如來說法像) (Wooden Amitabha Buddha Altarpiece of Gyeongguksa Temple, Seoul) | 서울 성북구 솔샘로15가길 52-6, 경국사 (정릉동)                | 경국사               | 1983년 5월 7일 지정                              |      |
| 749호    |      | 고양 태고사 원증국사탑 (高陽 太古寺 圓證國師塔) (Stupa of State Preceptor Wonjeung at Taegosa Temple, Goyang)                        | 경기 고양시 덕양구 대서문길 406 (북한동)                      | 태고사               | 1983년 12월 27일 지정, 2010년 12월 27일 명칭변경 |      |
| 750호    |      | 원주 거돈사지 삼층석탑 (原州 居頓寺址 三層石塔) (Three-story Stone Pagoda at Geodonsa Temple Site, Wonju)                            | 강원 원주시 부론면 정산리 188                                 | 원주시               | 1983년 12월 27일 지정, 2010년 12월 27일 명칭변경 |      |

### 1984년 지정
| 번호    | 사진 | 명칭 | 소재지                                                                          | 관리자 (단체)                  | 지정일                                                                   | 참조 |
| 751호   |      | 감지은니대방광불화엄경 정원본 권34 (紺紙銀泥大方廣佛華嚴經 貞元本 卷三十四) (Transcription of Avatamsaka Sutra (The Flower Garland Sutra), Zhenyuan Version, in Silver on Indigo Paper, Volume 34)                                                                   | 서울 관악구 남부순환로152길 53, 호림박물관 (신림동,호림박물관)                  | 호림박물관                     | 1984년 5월 30일 지정                                                     |      |
| 752호   |      | 감지금니대방광불화엄경입불사의해탈경계보현행원품 (紺紙金泥大方廣佛華嚴經入不思議解脫境界普賢行願品) (Transcription of Avatamsaka Sutra (The Flower Garland Sutra) in Gold on Indigo Paper)                                                                           | 서울 관악구 남부순환로152길 53, 호림박물관 (신림동,호림박물관)                  | 호림박물관                     | 1984년 5월 30일 지정                                                     |      |
| 753호   |      | 상지금니 대방광원각수다라요의경 (橡紙金泥大方廣圓覺修多羅了義經) (Transcription of Mahavaipulya purnabudha Sutra (The Complete Enlightenment Sutra) in Gold on Oak Paper)                                                                                            | 서울 관악구 남부순환로152길 53, 호림박물관 (신림동,호림박물관)                  | 호림박물관                     | 1984년 5월 30일 지정                                                     |      |
| 754호   |      | 감지은니대방광불화엄경 주본 권37 (紺紙銀泥大方廣佛華嚴經 周本 卷三十七) (Transcription of Avatamsaka Sutra (The Flower Garland Sutra), Zhou Version, in Silver on Indigo Paper, Volume 37)                                                                           | 서울 관악구 남부순환로152길 53, 호림박물관 (신림동,호림박물관)                  | 호림박물관                     | 1984년 5월 30일 지정                                                     |      |
| 755호   |      | 감지은니대방광불화엄경 주본 권5~6 (紺紙銀泥大方廣佛華嚴經 周本 卷五~六) (Transcription of Avatamsaka Sutra (The Flower Garland Sutra), Zhou Version, in Silver on Indigo Paper, Volumes 5 and 6)                                                                     | 서울 관악구 남부순환로152길 53, 호림박물관 (신림동,호림박물관)                  | 호림박물관                     | 1984년 5월 30일 지정                                                     |      |
| 756호   |      | 감지금니대불정여래밀인수증요의제보살만행수능엄경 권7 (紺紙金泥大佛頂如來密因修證了義諸菩薩萬行首楞嚴經 卷七) (Transcription of Shurangama Sutra (The Sutra of the Heroic One) in Gold on Indigo Paper, Volume 7)                                                     | 서울 관악구 남부순환로152길 53, 호림박물관 (신림동,호림박물관)                  | 호림박물관                     | 1984년 5월 30일 지정                                                     |      |
| 757호   |      | 감지금니대방광불화엄경 주본 권46 (紺紙金泥大方廣佛華嚴經 周本 卷四十六) (Transcription of Avatamsaka Sutra (The Flower Garland Sutra), Zhou Version, in Gold on Indigo Paper, Volume 46)                                                                             | 경남 양산시 하북면 통도사로 108, 통도사 (지산리)                                | 통도사성보박물관               | 1984년 5월 30일 지정                                                     |      |
| 758-1호 |      | 남명천화상송증도가 (南明泉和尙頌證道歌) (Nammyeong Cheon hwasangsong jeungdoga (Song of Enlightenment with Commentaries by Buddhist Monk Nammyeong)) | 서울 종로구                                                                     | 김종규                         | 1984년 5월 30일 지정                                                     |      |
| 758-2호 |      | 남명천화상송증도가 (南明泉和尙頌證道歌) (Nammyeong Cheon hwasangsong jeungdoga (Song of Enlightenment with Commentaries by Buddhist Monk Nammyeong)) | 경남 양산시 용당동 127-1                                                        | 공인박물관                     | 2012년 6월 29일 지정                                                     |      |
| 759호   |      | 대불정여래밀인수증료의제보살만행수능엄경 (大佛頂如來密因修證了義諸菩薩萬行首楞嚴經) (Shurangama Sutra (The Sutra of the Heroic One)) | 서울 용산구 서빙고로 137, 국립중앙박물관 (용산동6가)                            | 국립중앙박물관                 | 1984년 5월 30일 지정                                                     |      |
| 760호   |      | 대불정여래밀인수증요의제보살만행수능엄경(언해) 권1 (大佛頂如來密因修證了義諸菩薩萬行首楞嚴經(諺解) 卷一) (Shurangama Sutra (The Sutra of the Heroic One), Korean Translation, Volume 1)                                                                              | 서울 중구 세종대로21길 22, 성암고서박물관 (태평로1가)                           | 조병순                         | 1984년 5월 30일 지정                                                     |      |
| 761호   |      | 대불정여래밀인수증요의제보살만행수능엄경(언해) 권2, 5 (大佛頂如來密因修證了義諸菩薩萬行首楞嚴經(諺解) 卷二, 五) (Shurangama Sutra (The Sutra of the Heroic One), Korean Translation, Volumes 2 and 5)                                                                | 서울 관악구 관악로 1, 도서관 (신림동,서울대학교)                                | 서울대학교                     | 1984년 5월 30일 지정                                                     |      |
| 762호   |      | 대불정여래밀인수증요의제보살만행수능엄경(언해) 권7, 8 (大佛頂如來密因修證了義諸菩薩萬行首楞嚴經(諺解) 卷七, 八) (Shurangama Sutra (The Sutra of the Heroic One), Korean Translation, Volumes 7 and 8)                                                                | 서울 중구 필동로 1길 30 동국대학교도서관                                        | 동국대학교도서관               | 1984년 5월 30일 지정                                                     |      |
| 763호   |      | 대불정여래밀인수증요의제보살만행수능엄경(언해) 권7~8, 9~10 (大佛頂如來密因修證了義諸菩薩萬行首楞嚴經(諺解) 卷七∼八, 九~十) (Shurangama Sutra (The Sutra of the Heroic One), Korean Translation, Volumes 7-8 and 9-10)                                                | 서울 동대문구 회기로 56, 세종대왕기념관 (청량리동)                              | 사단법인세종대왕기념사업회     | 1984년 5월 30일 지정                                                     |      |
| 764호   |      | 대불정여래밀인수증요의제보살만행수능엄경(언해) 권2, 3, 4, 6, 7, 8, 9, 10 (大佛頂如來密因修證了義諸菩薩萬行首楞嚴經(諺解) 卷二, 三, 四, 六, 七, 八, 九, 十) (Shurangama Sutra (The Sutra of the Heroic One), Korean Translation, Volumes 2, 3, 4, 6, 7, 8, 9, and 10) | 서울 서대문구 충정로9길 10-10, (재)아단문고 (충정로2가)                         | (재)아단문고                   | 1984년 5월 30일 지정                                                     |      |
| 765호   |      | 대불정여래밀인수증요의제보살만행수능엄경(언해) (大佛頂如來密因修證了義諸菩薩萬行首楞嚴經(諺解)) (Shurangama Sutra (The Sutra of the Heroic One), Korean Translation)                                                                                                 | 서울 관악구 관악로 1,103호 동 서울대학교 규장각한국학연구원 (신림동,서울대학교) | 서울대학교 규장각 한국학연구원 | 1984년 5월 30일 지정                                                     |      |
| 766-1호 |      | 묘법연화경 권4~7 (妙法蓮華經 卷四∼七) (Saddharmapundarika Sutra (The Lotus Sutra), Volumes 4-7) | 서울 서대문구 충정로9길 10-10, (재)아단문고 (충정로2가)                         | (재)아단문고                   | 1984년 5월 30일 지정                                                     |      |
| 767-1호 |      | 몽산화상법어략록(언해) (蒙山和尙法語略錄(諺解)) (Mongsanhwasang beobeo yangnok (Sermons of Buddhist Monk Mongsan with Commentaries in Korean)) | 서울 중구 필동로 1길 30 동국대학교도서관                                        | 동국대학교도서관               | 1984년 5월 30일 지정, 2017년 3월 8일 번호변경                            |      |
| 767-2호 |      | 몽산화상법어략록(언해) (蒙山和尙法語略錄(諺解)) (Mongsanhwasang beobeo yangnok (Sermons of Buddhist Monk Mongsan with Commentaries in Korean)) | 서울 서초구                                                                     | 한제원                         | 1984년 5월 30일 지정, 2017년 3월 8일 번호변경                            |      |
| 767-3호 |      | 몽산화상법어략록(언해) (蒙山和尙法語略錄(諺解)) (Mongsanhwasang beobeo yangnok (Sermons of Buddhist Monk Mongsan with Commentaries in Korean)) | 서울 관악구 남부순환로152길 53, 호림박물관 (신림동,호림박물관)                  | 호림박물관                     | 1993년 9월 10일 지정, 2017년 3월 8일 번호변경                            |      |
| 767-4호 |      | 몽산화상법어략록(언해) (蒙山和尙法語略錄(諺解)) (Mongsanhwasang beobeo yangnok (Sermons of Buddhist Monk Mongsan with Commentaries in Korean)) | 서울 용산구                                                                     | 국립중앙박물관                 | 2017년 3월 8일 지정                                                      |      |
| 768호   |      | 몽산화상법어략록(언해) (蒙山和尙法語略錄(諺解)) (Mongsanhwasang beobeo yangnok (Sermons of Buddhist Monk Mongsan with Commentaries in Korean)) | 서울 서초구                                                                     | 한제원                         | 1984년 5월 30일 지정, 2017년3월 8일 변경, 보물 제767-2호로 지정번호 변경 |      |
| 769호   |      | 몽산화상법어략록(언해) (蒙山和尙法語略綠 (諺解)) (Mongsanhwasang beobeo yangnok (Sermons of Buddhist Monk Mongsan with Commentaries in Korean)) | 서울 동대문구 회기로 56, 세종대왕기념관 (청량리동)                              | 사단법인세종대왕기념사업회     | 1984년 5월 30일 지정                                                     |      |
| 770호   |      | 목우자수심결(언해) (牧牛子修沁訣(諺解)) (Moguja susimgyeol (Golden Teachings on Mind Cultivation), Korean Translation) | 서울 관악구 관악로 1,103호 동 서울대학교 규장각한국학연구원 (신림동,서울대학교) | 서울대학교 규장각 한국학연구원 | 1984년 5월 30일 지정                                                     |      |
| 771호   |      | 반야바라밀다심경략소(언해) (般若波羅蜜多心經略疏(諺解)) (Commentary on the Prajnaparamita hridaya Sutra (The Heart Sutra), Korean Translation) | 서울 관악구 관악로 1,103호 동 서울대학교 규장각한국학연구원 (신림동,서울대학교) | 서울대학교 규장각 한국학연구원 | 1984년 5월 30일 지정                                                     |      |
| 772-1호 |      | 금강경삼가해 권1, 5 (金剛經三家解 卷一, 五) (Vajracchedika prajnaparamita Sutra (The Diamond Sutra) with Commentaries by Three Masters, Volumes 1 and 5) | 서울 동대문구 회기로 56, 세종대왕기념관 (청량리동)                              | 세종대왕기념사업회             | 1984년 5월 30일 지정                                                     |      |
| 772-2호 |      | 금강경삼가해 권2, 3, 4, 5 (金剛經三家解 卷二, 三, 四, 五) (Vajracchedika prajnaparamita Sutra (The Diamond Sutra) with Commentaries by Three Masters, Volumes 2, 3, 4, and 5)                                                                                        | 서울 관악구 관악로 1,103호 동 서울대학교 규장각한국학연구원 (신림동,서울대학교) | 서울대학교 규장각 한국학연구원 | 1984년 5월 30일 지정, 2002년 8월 5일 지정번호 및 명칭 변경               |      |
| 774-1호 |      | 선종영가집(언해) (禪宗永嘉集(諺解)) (Seonjong yeonggajip (Essence of Zen Buddhism), Korean Translation) | 서울 중구 필동로 1길 30 동국대학교도서관                                        | 동국대학교도서관               | 1984년 5월 30일 지정                                                     |      |
| 774-2호 |      | 선종영가집(언해) (禪宗永嘉集(諺解)) (Seonjong yeonggajip (Essence of Zen Buddhism), Korean Translation) | 경남 산청군 단성면 묵곡리 210 겁외사                                            | 겁외사                         | 2010년 12월 21일 지정                                                    |      |
| 775호   |      | 금강반야바라밀경 (金剛般若波羅蜜經) (Vajracchedika prajnaparamita Sutra (The Diamond Sutra)) | 서울 중구 다산로 177, 우리은행 청구역점 (신당동)                                | 염청자                         | 1984년 5월 30일 지정                                                     |      |
| 776호   |      | 환두대도 (環頭大刀) (Sword with Ring Pommel) | 서울 용산구 이태원로55길 60-16, 삼성미술관 리움 (한남동)                        | 삼성미술관 리움                | 1984년 8월 6일 지정                                                      |      |
| 777호   |      | 금동 자물쇠 일괄 (金銅鎖金一括) (Gilt-bronze Padlocks) | 서울 용산구 이태원로55길 60-16, 삼성미술관 리움 (한남동)                        | 삼성미술관 리움                | 1984년 8월 6일 지정                                                      |      |
| 778호   |      | 청동은입사포류수금문향완 (靑銅銀入絲蒲柳水禽文香垸) (Bronze Incense Burner with Silver-inlaid Willow and Waterfowl Design) | 서울 용산구 이태원로55길 60-16, 삼성미술관 리움 (한남동)                        | 삼성미술관 리움                | 1984년 8월 6일 지정                                                      |      |
| 779호   |      | 금동여래입상 (金銅如來立像) (Gilt-bronze Standing Buddha) | 서울 용산구 이태원로55길 60-16, 삼성미술관 리움 (한남동)                        | 삼성미술관 리움                | 1984년 8월 6일 지정                                                      |      |
| 780호   |      | 금동보살입상 (金銅菩薩立像) (Gilt-bronze Standing Bodhisattva) | 서울 용산구 이태원로55길 60-16, 삼성미술관 리움 (한남동)                        | 삼성미술관 리움                | 1984년 8월 6일 지정                                                      |      |
| 781호   |      | 금동용두토수 (金銅龍頭吐首) (Gilt-bronze Roof Tile in the Shape of a Dragon-head) | 서울 용산구 이태원로55길 60-16, 삼성미술관 리움 (한남동)                        | 삼성미술관 리움                | 1984년 8월 6일 지정                                                      |      |
| 782호   |      | 김홍도필 병진년 화첩 (金弘道筆 丙辰年 畵帖) (Album of Paintings from Byeongjin Year (1796) by Kim Hong-do) | 서울 용산구 이태원로55길 60-16, 삼성미술관 리움 (한남동)                        | 삼성미술관 리움                | 1984년 8월 6일 지정                                                      |      |
| 783호   |      | 김시필 동자견려도 (金禔筆 童子牽驢圖) (Dongja gyeollyeodo (A Boy Pulling a Donkey) by Kim Si) | 서울 용산구 이태원로55길 60-16, 삼성미술관 리움 (한남동)                        | 삼성미술관 리움                | 1984년 8월 6일 지정                                                      |      |
| 784호   |      | 지장도 (地藏圖) (Painting of Ksitigarbha Bodhisattva) | 서울 용산구 이태원로55길 60-16, 삼성미술관 리움 (한남동)                        | 삼성미술관 리움                | 1984년 8월 6일 지정                                                      |      |
| 785호   |      | 백자 청화운룡문 병 (白磁 靑畵雲龍文 甁) (White Porcelain Bottle with Cloud and Dragon Design in Underglaze Cobalt Blue) | 서울 용산구 이태원로55길 60-16, 삼성미술관 리움 (한남동)                        | 삼성미술관 리움                | 1984년 8월 6일 지정                                                      |      |
| 786호   |      | 백자 청화운룡문 병 (白磁 靑畵雲龍文 甁) (White Porcelain Bottle with Cloud and Dragon Design in Underglaze Cobalt Blue) | 서울 용산구 이태원로55길 60-16, 삼성미술관 리움 (한남동)                        | 호암미술관                     | 1984년 8월 6일 지정                                                      |      |
| 787호   |      | 분청사기 철화어문 항아리 (粉靑沙器 鐵畵魚文 立壺) (Buncheong Jar with Fish Design in Underglaze Iron) | 서울 용산구 이태원로55길 60-16, 삼성미술관 리움 (한남동)                        | 삼성미술관 리움                | 1984년 8월 6일 지정                                                      |      |
| 788호   |      | 백자 청화잉어문 항아리 (白磁 靑畵鯉魚文 立壺) (White Porcelain Jar with Carp Design in Underglaze Cobalt Blue) | 서울 용산구 이태원로 55길 60-16 삼성미술관 리움                                 | 삼성미술관 리움                | 1984년 8월 6일 지정                                                      |      |
| 789호   |      | 청자 쌍사자형 베개 (靑磁 雙獅子形 枕) (Celadon Pillow in the Shape of Twin Lions) | 서울 용산구 이태원로55길 60-16, 삼성미술관 리움 (한남동)                        | 삼성미술관 리움                | 1984년 8월 6일 지정                                                      |      |
| 790호   |      | 영천 은해사 백흥암 극락전 (永川 銀海寺 百興庵 極樂殿) (Geungnakjeon Hall of Baekheungam Hermitage of Eunhaesa Temple, Yeongcheon) | 경북 영천시 청통면 청통로 951-792 (치일리)                                      | 은해사                         | 1984년 7월 5일 지정                                                      |      |
| 791호   |      | 백자 상감모란잎문 편병 (白磁 象嵌牡丹葉文 扁甁) (White Porcelain Flat Bottle with Inlaid Peony Leaf Design) | 서울 서초구                                                                     | 이헌                           | 1984년 8월 31일 지정                                                     |      |
| 792호   |      | 이상길초상 (李尙吉肖像) (Portrait of Yi Sang-gil) | 전북 전주시 완산구 쑥고개로 249, 국립전주박물관 (효자동2가,국립전주박물관)      | 국립전주박물관                 | 1984년 8월 31일 지정                                                     |      |
| 793호   |      | 평창 상원사 목조문수동자좌상 복장유물 (平昌 上院寺 木造文殊童子坐像 腹藏遺物) (Excavated Relics from the Wooden Seated Child Manjusri of Sangwonsa Temple, Pyeongchang)                                                                                              | 강원 평창군 진부면 동산리 68-1 월정사(유물전시관)                               | 월정사성보박물관               | 1984년 10월 15일 지정                                                    |      |
| 794호   |      | 예산 화전리 석조사면불상 (禮山 花田里 石造四面佛像) (Stone Buddhas in Four Directions in Hwajeon-ri, Yesan) | 충남 예산군 봉산면 화전리 산62-3                                                | 예산군                         | 1984년 11월 30일 지정, 2010년 8월 25일 명칭 변경                         |      |
| 795호   |      | 장흥 천관사 삼층석탑 (長興 天冠寺 三層石塔) (Three-story Stone Pagoda of Cheongwansa Temple, Jangheung) | 전남 장흥군 관산읍 농안리 739                                                   | 천관사                         | 1984년 11월 30일 지정, 2010년 12월 27일 명칭변경                         |      |
| 796호   |      | 화순 운주사 구층석탑 (和順 雲住寺 九層石塔) (Nine-story Stone Pagoda of Unjusa Temple, Hwasun) | 전남 화순군 도암면 천태로 91-44 (용강리)                                        | 운주사                         | 1984년 11월 30일 지정, 2010년 12월 27일 명칭변경                         |      |
| 797호   |      | 화순 운주사 석조불감 (和順 雲住寺 石造佛龕) (Shrine of Stone Buddha at Unjusa Temple, Hwasun) | 전남 화순군 도암면 천태로 91-44 (용강리)                                        | 운주사                         | 1984년 11월 30일 지정, 2010년 12월 27일 명칭변경                         |      |
| 798호   |      | 화순 운주사 원형 다층석탑 (和順 雲住寺 圓形 多層石塔) (Cylindrical Multi-story Stone Pagoda of Unjusa Temple, Hwasun) | 전남 화순군 도암면 천태로 91-44 (용강리)                                        | 운주사                         | 1984년 11월 30일 지정, 2010년 12월 27일 명칭변경                         |      |
| 799호   |      | 공주 마곡사 오층석탑 (公州 麻谷寺 五層石塔) (Five-story Stone Pagoda of Magoksa Temple, Gongju) | 충남 공주시 사곡면 마곡사로 966, 마곡사 (운암리)                                | 마곡사                         | 1984년 11월 30일 지정, 2010년 12월 27일 명칭변경                         |      |
| 800호   |      | 공주 마곡사 영산전 (公州 麻谷寺 靈山殿) (Yeongsanjeon Hall of Magoksa Temple, Gongju) | 충남 공주시 사곡면 마곡사로 966, 마곡사 (운암리)                                | 마곡사                         | 1984년 11월 30일 지정                                                    |      |
| 801호   |      | 공주 마곡사 대웅보전 (公州 麻谷寺 大雄寶殿) (Daeungbojeon Hall of Magoksa Temple, Gongju) | 충남 공주시 사곡면 마곡사로 966, 마곡사 (운암리)                                | 마곡사                         | 1984년 11월 30일 지정                                                    |      |
| 802호   |      | 공주 마곡사 대광보전 (公州 麻谷寺 大光寶殿) (Daegwangbojeon Hall of Magoksa Temple, Gongju) | 충남 공주시 사곡면 마곡사로 966, 마곡사 (운암리)                                | 마곡사                         | 1984년 11월 30일 지정                                                    |      |
| 803호   |      | 고창 선운사 참당암 대웅전 (高敞 禪雲寺 懺堂庵 大雄殿) (Daeungjeon Hall of Chamdangam Hermitage of Seonunsa Temple, Gochang) | 전북 고창군 아산면 도솔길 194-77, 선운사 (삼인리)                               | 선운사                         | 1984년 11월 30일 지정                                                    |      |
| 804호   |      | 순천 정혜사 대웅전 (順天 定慧寺 大雄殿) (Daeungjeon Hall of Jeonghyesa Temple, Suncheon) | 전남 순천시 서면 정혜사길 32 (청소리)                                           | 정혜사                         | 1984년 11월 30일 지정                                                    |      |
| 805호   |      | 대구 북지장사 지장전 (大邱 北地藏寺 地藏殿) (Jijangjeon Hall of Bukjijangsa Temple, Daegu) | 대구 동구 도장길 243 (도학동)                                                   | 북지장사                       | 1984년 11월 30일 지정                                                    |      |
| 806호   |      | 백자 반합 (白磁 飯盒) (White Porcelain Lidded Bowl) | 서울 관악구 남부순환로152길 53, 호림박물관 (신림동,호림박물관)                  | 호림박물관                     | 1984년 12월 7일 지정                                                     |      |
| 807호   |      | 백자 상감모란문 병 (白磁 象嵌牡丹文 甁) (White Porcelain Bottle with Inlaid Peony Design) | 서울 관악구 남부순환로152길 53, 호림박물관 (신림동,호림박물관)                  | 호림박물관                     | 1984년 12월 7일 지정                                                     |      |
| 808호   |      | 금동탄생불입상 (金銅誕生佛立像) (Gilt-bronze Standing Sakyamuni Buddha at Birth) | 서울 관악구 남부순환로152길 53, 호림박물관 (신림동,호림박물관)                  | 호림박물관                     | 1984년 12월 7일 지정                                                     |      |

### 내용주
1. ↑  구 773호

### 참조주
1. ↑  문화재청, 〈초등학교 문화재 교육 지침서〉, 2003년

## 참고 자료
- 문화재청 - 문화재 검색